# Aki (empresa)
O AKI foi uma multinacional de distribuição de bricolage que integrava o Grupo ADEO, líder de mercado em Portugal, que por sua vez pertence à Associação Familiar Mulliez (de origem francesa). Lançado em 1989, o AKI Portugal foi a primeira empresa de distribuição de bricolage em Portugal.
Em 2019, o AKI tinha 35 lojas em Portugal, 1.400 colaboradores e mais de 20.000 artigos, distribuídos por 9 sectores.
Até 2021, todas as lojas AKI transformaram-se em Leroy Merlin, com o novo conceito de multiformato.

## A história

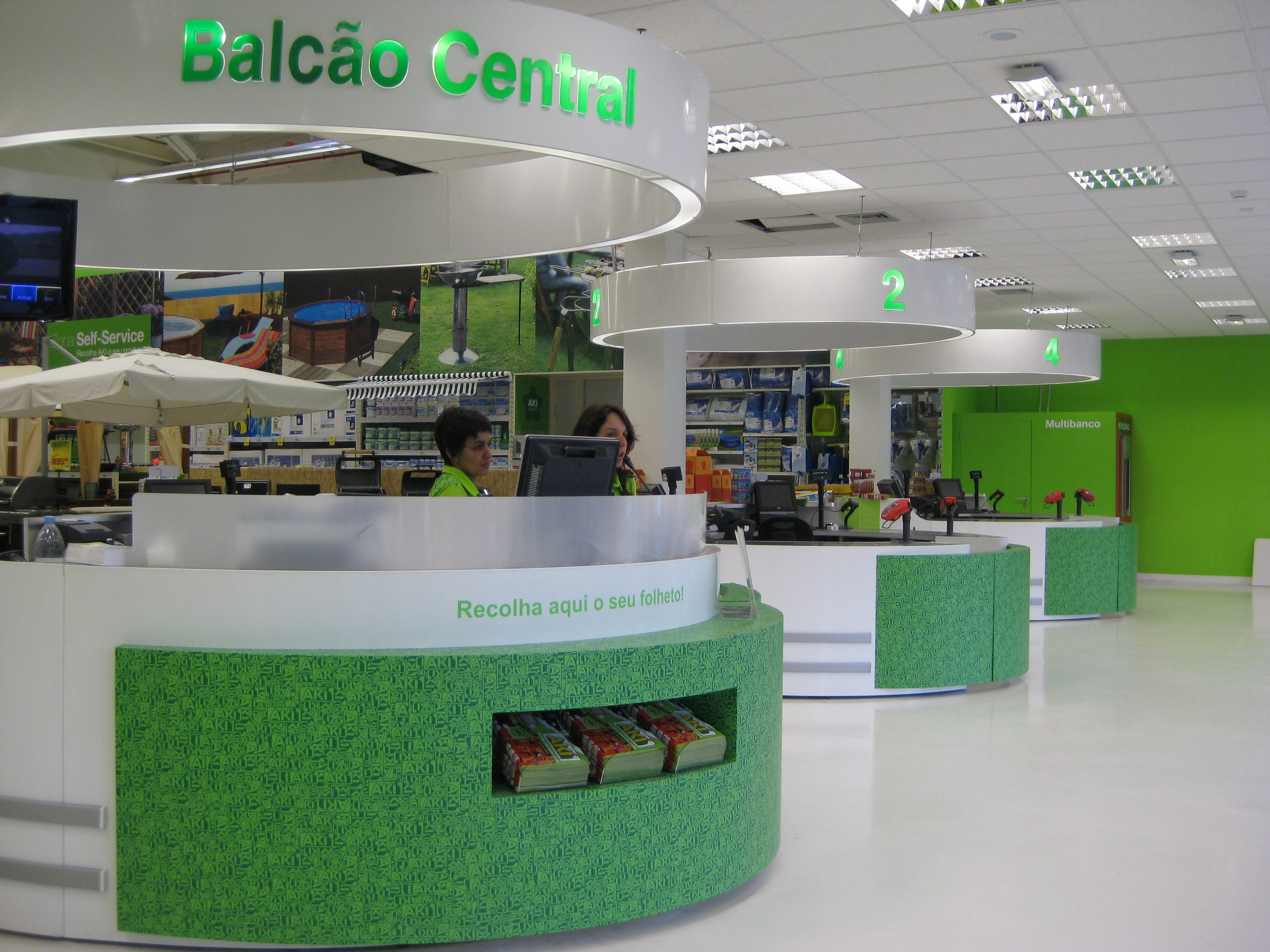
Loja AKI.

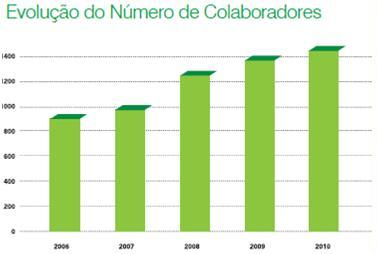
Evolução do número de colaboradores do Aki Portugal, até 2010.

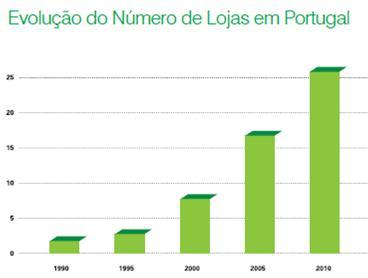
Evolução do número de lojas do Aki Portugal, até 2010.

O AKI chegou a Portugal através do grupo belga GIB, da área da grande distribuição, em 1989, tendo aberto a sua primeira loja em Portugal em 1990, em Alfragide.
A internacionalização da área de bricolage do Grupo GIB inicia-se em Barcelona e foi na capital catalã que surgiu o nome AKI, quando os responsáveis deste grupo procuravam um terreno para edificar a primeira loja e alguém terá dito “podemos abrir a primeira loja “aqui””. E aquela palavra ficou no ouvido de um outro responsável que disse “aqui” “pode muito bem ser então o nome da loja”. E assim surge a designação AKI.

Depois de edificado em Espanha, a expansão natural do AKI teria de passar estrategicamente por Portugal. Após análise de várias localizações, foi decidido que Alfragide seria a zona preferível tendo em conta sobretudo o fluxo de Clientes que iria gerar, já que nos inícios dos anos 90 esta zona era o local dourado do comércio da Grande Lisboa, onde confluíam dois importantes eixos rodoviários (IC19; A5) e se situavam dois dos primeiros grandes hipermercados do país: Jumbo e Continente para além da futura primeira Makro. A estes factores acrescia o facto de os terrenos nesta localização ainda estarem a preços acessíveis.
O AKI ficava assim situado num local com enorme visibilidade, junto de grande afluência de tráfego e de potenciais clientes, que se deslocavam de todo o país para fazer compras nos hipermercados existentes na zona.
A escolha do local para a primeira loja do AKI em Portugal teve logo à partida sucesso garantido: nos primeiros meses após a sua abertura, o AKI de Alfragide tornou-se a primeira loja em vendas da área da bricolage, do Grupo GIB, em termos mundiais.
O ano de 2003 fica marcado por uma importante mudança no AKI, que é adquirido pelo grupo francês ADEO. Esta aquisição inseriu-se na estratégia deste grupo em alargar a sua actividade no sector da distribuição de produtos de bricolage a médias superfícies, complementando assim o seu negócio que até aí estava baseado em grandes superfícies sob a marca Leroy Merlin e concretizar a sua entrada em Portugal.
Com a dinâmica do novo grupo, rapidamente o AKI expandiu a sua rede de 14 a 25 lojas, com o objectivo de estar mais próximo dos Clientes em todo o país. As suas lojas de grandes dimensões foram transferidas para a insígnia Leroy Merlin que está baseada sobretudo na periferia dos grandes centros urbanos.

## O Conceito “Faça Você Mesmo”
Para satisfazer todas as necessidades dos Clientes, o AKI sempre apostou na formação dos seus colaboradores, para que estes prestassem um serviço de excelência e apoio permanente ao Cliente, sendo ainda hoje referência no sector.
Mas o apoio ao Cliente não se ficou só pelas equipas das lojas. Desde os seus inícios em Portugal, até hoje, o AKI desenvolveu as Bricofichas, uma colecção de fichas informativas com várias dicas de como fazer vários trabalhos de bricolage em casa, como por exemplo instalar uma banheira ou uma torneira, como pintar, como colocar papel de parede, como soldar, como instalar um sistema de rega, etc.
O AKI foi também o pioneiro na filosofia DIY - Do It Yourself em Portugal (“o faça você mesmo”), colocando ao dispor do Cliente uma loja diferente do comércio tradicional (como por exemplo as drogarias de bairro) com uma maior competitividade de preços. No AKI o facto de todos os produtos estarem expostos, e o Cliente poder ter acesso a todos eles e aos respectivos preços, sempre lhe deu mais possibilidades de escolha. O AKI introduziu assim a democratização dos preços no mercado da bricolage, decoração e jardim em Portugal.
O AKI foi a primeira insígnia de bricolage a utilizar o canal Web como meio de potencialização do negócio, disponibilizando diversas informações ao cliente, tais como características técnicas do produto, acesso a bricofichas, ideias e soluções, novidades e promoções. Foi também pioneiro no e-commerce nos sectores da Bricolage Decoração e Jardim, com o lançamento em 2009 da sua loja online.

## Lojas Aki

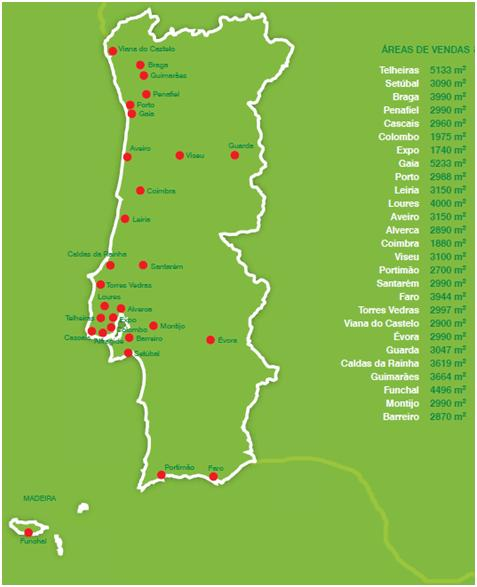
Mapa de Lojas do Aki Portugal.

Aki Portugal tinha 33 lojas:
- Alverca
- Aveiro
- Barreiro
- Bragança
- Cascais
- Caldas da Rainha
- Castelo Branco
- Chaves
- Colombo
- Ermesinde
- Évora
- Faro
- Funchal
- Figueira da Foz
- Guarda
- Leiria
- Loures
- Mafra
- Oeiras
- Parque das Nações
- Penafiel
- Porto
- Ponta Delgada
- Sacavém
- Santa Maria da Feira
- Santarém
- Setúbal
- Telheiras
- Torres Novas
- Viana do Castelo
- Viseu
- Viseu - Palácio do Gelo

## Os artigos
O AKI apresenta, nas suas Lojas, uma gama de mais de 20.000 artigos distribuídos pelos seguintes Departamentos:
- Arrumação
- Canalização
- Cozinhas
- Decoração
- Electricidade
- Ferramentas
- Iluminação
- Jardim
- Madeiras
- Quinquilharia
- Sanitários
- Tintas

E ainda Áreas de:
- Aquecimento
- Climatização
- Decoração de Natal

## Os serviços
As Lojas AKI oferecem igualmente aos seus Clientes um conjunto de serviços disponíveis em Portugal:
- Entregas ao domicílio
- Instalação ao domicílio de todos os produtos
- Serviços de Jardinagem
- Cartão Leroy Merlin Cartão da Casa
- Cartão de Crédito Leroy Merlin
- Satisfação ou Reembolso
- Serviço Pós - Venda
- Cheques Prenda a partir de 25 Euros
- Corte gratuito de Madeira
- Máquina de afinação de cores
- Bancada de trabalho à disposição dos Clientes
- Site Internet - www.leroymerlin.pt
- Vendas Online
- Bricofichas
- Ideias e Soluções
- Didatismo explicativo e informativo de apoio ao cliente